# غازی‌آباد، پاکستان
غازی‌آباد (به انگلیسی: Ghaziabad) یک شهر در پاکستان است که در پنجاب واقع شده‌است. غازی‌آباد ۱۵۶ متر بالاتر از سطح دریا واقع شده‌است.